# AV Cheruskia Tübingen
Die Akademische Verbindung Cheruskia zu Tübingen im CV ist eine katholische, farbentragende Studentenverbindung an der Eberhard Karls Universität Tübingen, die dem Cartellverband der katholischen deutschen Studentenverbindungen (CV) angehört.

## Geschichte
Im Sommersemester 1902 trafen sich einige Unitarier aus Münster regelmäßig zu einem Stammtisch im Gasthof Anker. Dies führte am 5. November 1902 zur Gründung des „Unitas-Kränzchen Tübingen“, welches als Geburtsstunde der AV Cheruskia gilt. Als Farben wurden gold-weiß-blau geführt. Kurz darauf, im Jahr 1904, erkannte der Senat der Universität Tübingen das Unitas-Kränzchen als vollwertige Korporation an. 1905 gab man sich den Namen „Unitas Cheruscia“.
Aufgrund eines Konventsbeschlusses im Jahr 1911 beschloss man dem Cartellverband beizutreten, woraufhin am 3. September 1911 die vorläufige Aufnahme erfolgte. Statt der alten Farben Gold-Weiß-Blau trug die Verbindung von nun an Orange-Weiß-Blau. Das „c“ in „Cheruscia“ wurde zwecks besserer Aussprache ersetzt durch den Buchstaben „k“, sodass der Name „Cheruskia“ lautete. Im August 1912 wurde sodann die Freie Vereinigung Cheruskia einstimmig als 77. Verbindung auf der Aachener Cartellversammlung als vollwertiges Mitglied in den CV aufgenommen. Neben dem bisherigen Wahlspruch „virtuti omnia parent“ übernahm man die Prinzipien des Cartellverbandes religio, amicitia, scientia, patria. Als Verbindungslokal fungierte das „Hanskarle“ gegenüber dem Schimpfeck.
Von dem Ersten Weltkrieg wurde auch die Cheruskia schwer getroffen; 15 Cherusker fielen im Krieg. Nach Ende des Krieges begann für die Cherusker ein Neuanfang, der einen immensen Aufschwung mit sich brachte; ein Fuchsenstall von 30 Neumitgliedern war an der Tagesordnung. Der Aufschwung gipfelte im Erwerb des Hauses „Lenzei“ Vor dem Haagtor 1, was einen Meilenstein für die Verbindung bedeutete. Die Mitgliederzahl nahm stetig zu. Durch die hohe Aktivenzahl wurde der Gedanke an einen Hausneubau stärker, da die Räumlichkeiten in der „Lenzei“ nicht mehr ausreichend Platz boten.
Doch die sogenannte Machtergreifung der Nationalsozialisten bedeutete einen tiefen Einschnitt für die Pläne der AV Cheruskia. Zwar konnte man noch im Sommersemester 1934 das 30-jährige Bestehen feiern, jedoch erfolgte bereits im darauffolgenden Wintersemester eine Umstrukturierung des Verbindungswesens in Deutschland. Für Tübingen hatte dies zur Folge, dass mehrere Korporationen in eine Kameradschaft zusammengefasst wurden. Im Oktober 1935 beschloss der Cartellverband die Selbstauflösung, im Februar 1936 fand die letzte Kneipe auf dem Cheruskerhaus statt. Während des Zweiten Weltkrieges verloren 30 Mitglieder ihr Leben, über das Schicksal von 30 weiteren Mitgliedern besteht Unklarheit.
Nach der Neukonstitutionierung des CV und der Wiederbegründung des AH-Verbandes Tübinger Cherusker 1947 in Stuttgart, entstand bereits im Mai 1949 eine neue Aktivitas unter der Leitung von einigen Alten Herren. Im Sommersemester 1952 umfasste die Aktivitas schon wieder 70 Mitglieder.

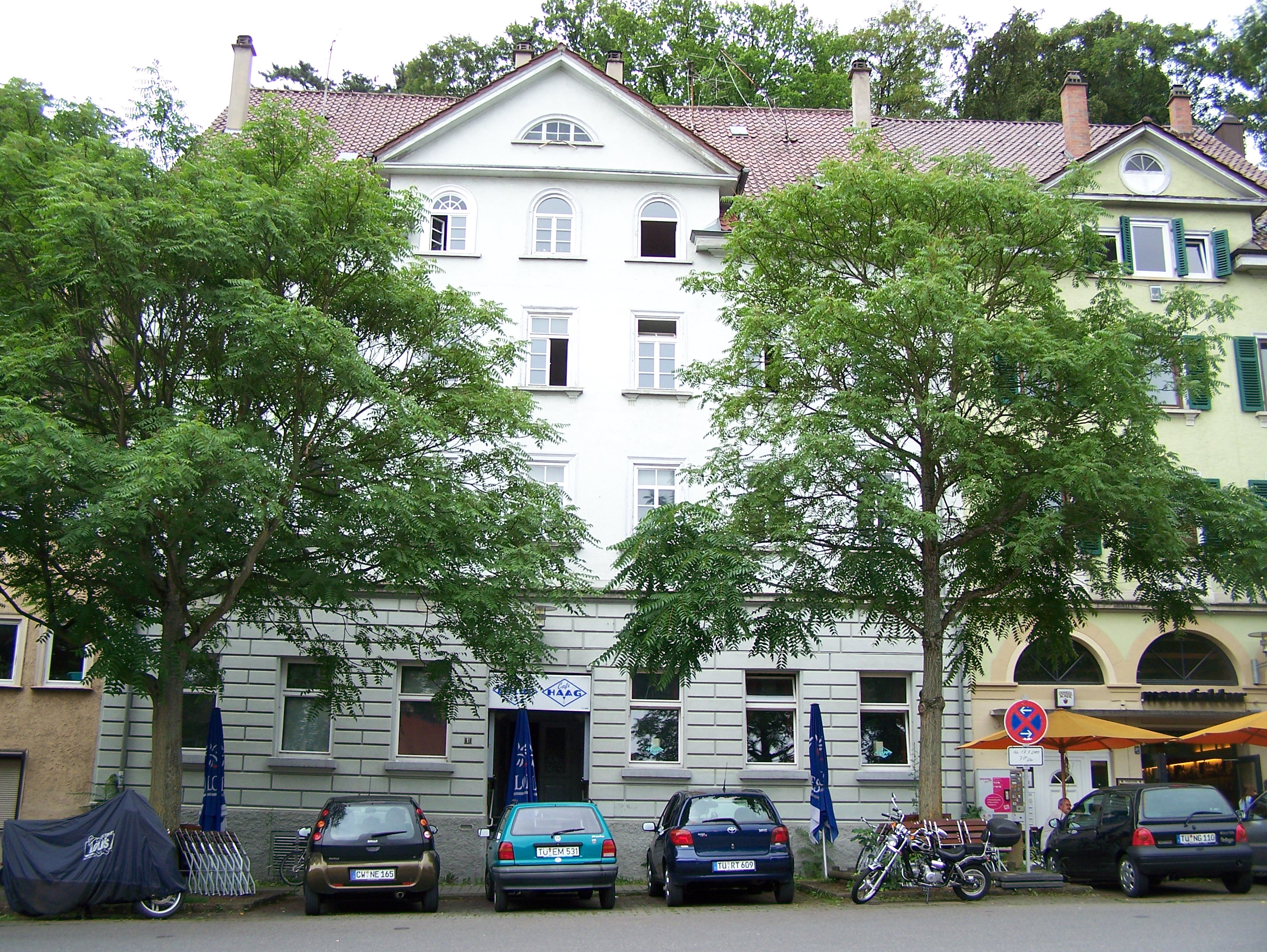
Das alte Cheruskerhaus am Haagtor (Foto: 07/2009)

Im Vordergrund stand zur damaligen Zeit die Frage des Hausneubaus. Nachdem man vergeblich auf dem Tübinger Schlossberg nach einem geeigneten Grundstück gesucht hatte, wurde man schließlich auf dem Österberg fündig. Als Finanzierung und Planung sichergestellt waren, kam am 2. Oktober 1955 zum ersten Spatenstich. Knapp ein Jahr später konnte das „weiße Haus“ auf dem Österberg eingeweiht werden. Im Laufe der Jahre wurde das Haus stetig erweitert und renoviert um den jeweiligen Bedürfnissen gerecht zu werden. Zum 90. Stiftungsfest 1992 wurden umfassende Sanierungsarbeiten des Verbindungshauses abgeschlossen. In den Jahren 1998–2000 wurde der Wohntrakt des Hauses vollständig renoviert. Ein Höhepunkt der Verbindungsgeschichte war sicherlich das 100. Stiftungsfest 2002.
In den Fokus der Öffentlichkeit und der überregionalen Presse brachten einige Mitglieder die AV Cheruskia beim traditionellen 57. Stocherkahnrennen 2013, als sie wegen „absichtlichen Verlierens“ und regelwidrigen Verhaltens von der Jury disqualifiziert wurden. Als erste Mannschaft in der Geschichte des Stocherkahnrennens verweigerten sie demonstrativ die dafür in den Regeln festgelegte Strafe – das Trinken von Lebertran.

## Couleur, Wahlspruch, Wappen und Zirkel

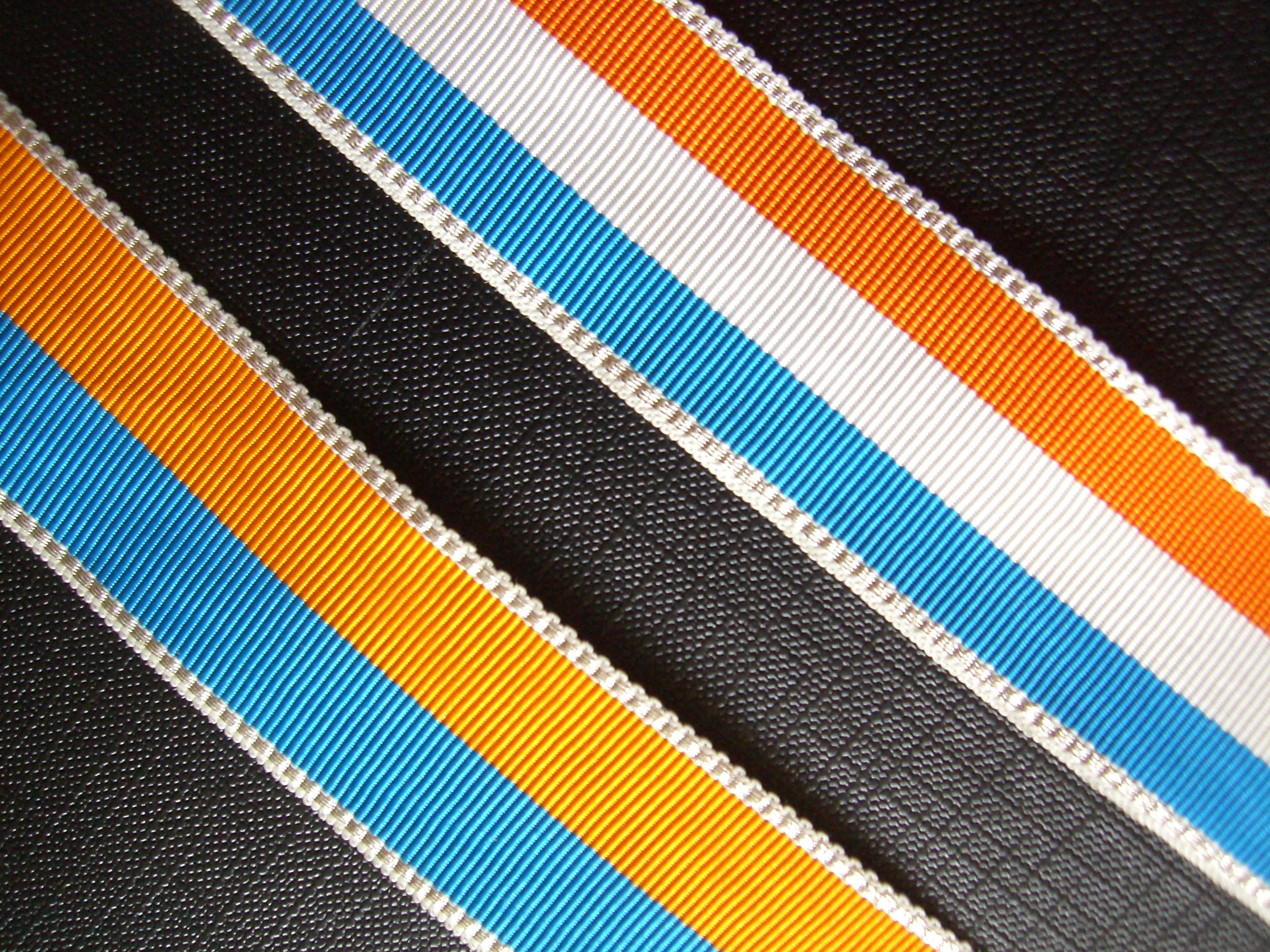
Burschenband (orange-weiß-blau); Fuchsenband (orange-blau)

Die AV Cheruskia Tübingen ist farbentragend. Die Farben der Cheruskia Tübingen sind Orange, Weiß und Blau. Die Füxe tragen ein zweifarbiges Fuchsenband in Orange und Blau. Zum Couleur zählt auch eine orange Mütze im kleinen Tellerformat. Diese wird jedoch nur zu ausgewählten Anlässen wie beispielsweise der Kneipe getragen.
Der Wahlspruch lautet: „virtuti omnia parent“.
Im Wappen der Cheruskia wird die 3-latzige-Gerichtsfahne und das Hermannsdenkmal auf der Grotenburg im Teutoburger Wald gezeigt. Die 3-latzige Gerichtsfahne war das Wappen der Grafen von Tübingen und später auch der Stadt Tübingen.
Die Cheruskia führt einen verbindungsstudentischen Zirkel. Er setzt sich aus den Buchstaben: T F C H und V zusammen. Die Besonderheit des Zirkels liegt darin, dass das T und das F in Schreibschrift zu einem Buchstaben verschmolzen sind. So steht das T für Tübingen und das F für floreat. Der Buchstabe C steht für crescat und in der Kombination Ch für Cheruskia. Ausgeschrieben bedeutet der Zirkel vivat, crescat, floreat Cheruskia Tübingen. Das „!“ am Ende bezeugt den aktiven Status der Studentenverbindung.

## Besondere Beziehungen der AV Cheruskia

### Tochterverbindung
Die Cheruskia hat folgende Tochterverbindung:
- AV Ravenspurgia zu Ravensburg 1983

### Freundschaftsverbindungen
Die Cheruskia hat zwei Freundschaftsverbindungen, deren Farben der Senior der Verbindung als Amtsbänder gekreuzt trägt.
- AV Bodania St. Gallen im StV (gegr. 1925) seit 1954
- KÖStV Austria Wien im ÖCV (gegr. 1876) seit 1967

## Bekannte Mitglieder

### Ordentliche Mitglieder
- Wilhelm K. Aicher (* 1958), Molekularmediziner, stv. Direktor (Universität Tübingen)
- Matthias Asche (* 1969), Historiker (Geschichte der Frühen Neuzeit), Universität Tübingen
- Hermann Balle (* 1937), Verleger und Herausgeber
- Richard Blankenhorn (1886–1968), deutscher Politiker (NSDAP)
- Guntram Blaser (1934–2021), Landrat von Ravensburg (1978–1999)
- Josef Dreier (1931–2023), Staatssekretär für Wissenschaft und Kunst (1992–1996) und Mitglied des Landtags (1980–1996) von Baden-Württemberg
- Karl Doerner (1903–1987), Verwaltungsjurist und Rechtsanwalt
- Elmar Doppelfeld (* 1939), Professor für Medizin und Vorsitzender des Arbeitskreises Medizinischer Ethikkommissionen
- Otto Doppelfeld (1907–1979), Archäologe
- Michael Eilfort (* 1963), Professor für Politikwissenschaften
- Winfried Engler (1935–2018), deutscher Romanist
- Otto Färber (1892–1993), Journalist
- Eugen Feil (1879–1920), Mitglied des württembergischen Landtags
- Johann Georg Frank (1911–1968), Landrat
- Theo Götz (1930–2008), Mitglied des Landtags von Baden-Württemberg (1976–1988)
- Franz Grupp (1905–2003), Unternehmer (Trigema)
- Otto Häberle (1895–Unbekannt), Verwaltungsjurist
- Bruno Heck (1917–1989), Bundesfamilienminister und erster Generalsekretär der CDU
- Bernhard Hermann (* 1949), SWR-Hörfunkdirektor
- Martin Herzog (* 1936), ehemaliger Minister des Landes Baden-Württemberg, ehemaliger Oberbürgermeister der Stadt Friedrichshafen (1977–1984)
- Rolf Keller (1935–1998), Ministerialdirektor
- Franz Josef Kuhnle (1926–2021), Weihbischof des Bistums Rottenburg-Stuttgart
- Josef Kuhnle (1892–Unbekannt), Verwaltungsjurist
- Carl Linder (1899–1988), Bankier
- Generosus Marquardt (1896–1965), römisch-katholischer Theologe
- Hans-Jörg Mauser (1927–2012), deutscher Politiker der CDU
- Hans-Peter Mayer (* 1944), Europaabgeordneter der CDU für Niedersachsen in der Europäischen Volkspartei (1999–2014)
- Paul Theodor Oldenkott (* 1934), Neurochirurg
- Ulrich Rastemborski (1940–1994), Bausenator von Berlin
- Peter Remark (1881–1969), Landrat von Hechingen
- Hans Ulrich Rudolf (* 1943), Historiker
- Franz Ruisinger (1906–2007), Jurist
- Dietmar Schlee (1938–2002), Innenminister des Landes Baden-Württemberg
- Jörg Schneider (1928–2016), Gynäkologe
- Ansgar Seifert (1928–2014), Ministerialdirektor
- Hans Söding (1898–2001), Botaniker und Hochschullehrer
- Carl Eugen Sprenger (1903–1965), Landrat von Biberach
- Anton Steinle (1912–1991), Ministerialdirektor
- Franz Stetter (* 1938), Informatiker
- Kurt Widmaier (* 1950), Landrat von Ravensburg

### Ehrenmitglieder
- Paul Wilhelm von Keppler (1852–1926), Bischof des Bistums Rottenburg-Stuttgart
- Johannes Kreidler (* 1946), Weihbischof des Bistums Rottenburg-Stuttgart
- Gebhard Müller (1900–1990), Staatspräsident von Württemberg-Hohenzollern, Ministerpräsident von Baden-Württemberg und von 1959 bis 1971 Präsident des Bundesverfassungsgerichts
- Paul Rießler (1865–1935), Theologe
- Johannes Baptist Sägmüller (1860–1942), Kirchenrechtler
- Joannes Baptista Sproll (1870–1949), Bischof von Rottenburg
- Erwin Teufel (* 1939), Ministerpräsident des Landes Baden-Württemberg von 1991 bis 2005
- Gerhard Weng (1916–1988), deutscher Politiker (CDU)